# La Chapelle-Aubareil
La Chapelle-Aubareil is een gemeente in het Franse departement Dordogne (regio Nouvelle-Aquitaine) en telt 422 inwoners (2005). De plaats maakt deel uit van het arrondissement Sarlat-la-Canéda.

## Geografie
De oppervlakte van La Chapelle-Aubareil bedraagt 19,4 km², de bevolkingsdichtheid is 21,8 inwoners per km².
De onderstaande kaart toont de ligging van La Chapelle-Aubareil met de belangrijkste infrastructuur en aangrenzende gemeenten.

## Demografie
Onderstaande figuur toont het verloop van het inwonertal (bron: INSEE-tellingen).